# 成文社
有限会社成文社（せいぶんしゃ）は人文・社会科学書を中心に刊行している日本の出版社である。1988年のアレクサンダー・シュタイン『ヒルファディング伝』を皮切りに、ロシア・東欧文学関連の書籍を中心に扱っている。特に、チェコの作家カレル・チャペックの選集、『チャペック小説選集』全6巻を刊行していることでも知られる。本社は神奈川県開成町にある。